# Helicópteros negros

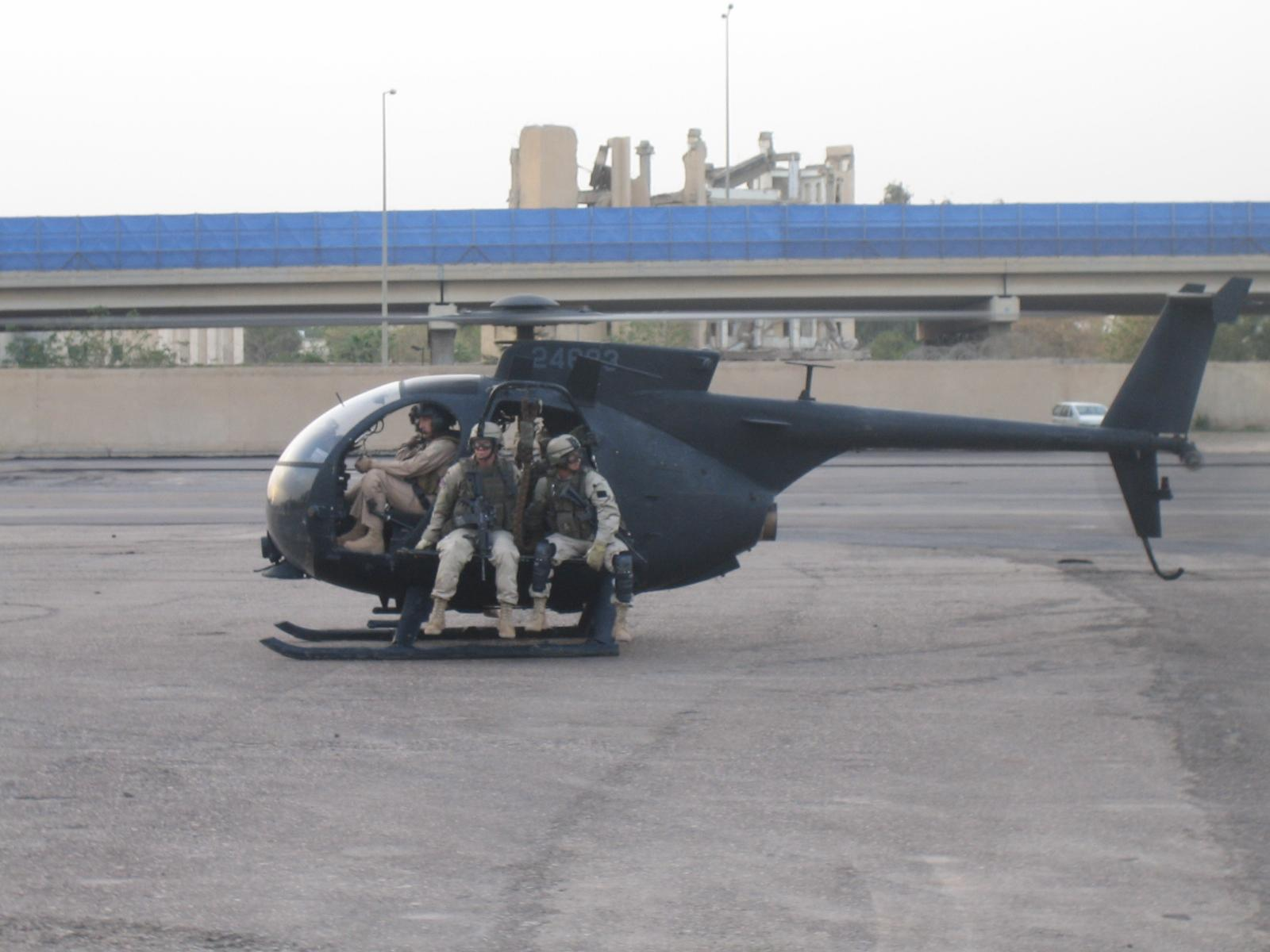
Helicópteros negros

Los helicópteros negros son parte de una teoría de conspiración, frecuente sobre todo entre el movimiento de milicias de los Estados Unidos, que aseguran que helicópteros negros especiales sin números de matrícula, exigidos por las regulaciones federales, son utilizados por agentes secretos del Nuevo Orden Mundial, tropas de la Organización de las Naciones Unidas o por los Hombres de Negro para tomar el control de los Estados Unidos, o para otros fines nefastos.
En el Reino Unido un fenómeno similar conocido como «helicópteros fantasmas» ha sido relatado desde mediados de los años 1970.

## Descripción
La teoría primero fue popularizada a inicios de la década de 1990 por Mark Koernke (también conocido como la Señal de Míchigan) en apariciones en el programa de radio de Tom Valentine y en los discursos públicos que  fueron difundidos extensamente en videocassette, y poco después por Linda Thompson en su película America Under Siege. En la película Police State 2000 de Alex Jones, muestran 2000 helicópteros negros sin números de matrícula volando a baja altitud en una guerrilla urbana entre la Fuerza Delta y tropas extranjeras.
Dos de las películas más exitosas y más vendidas fueron Black Helicopters Over America: Strikeforce for the New World Order (1995), y Black Helicopters II: The End Game Strategy (1998), escritas y difundidas por Jim Keith.
El Servicio de Fauna y Pesca estadounidense, que hace cumplir el acta, dice no poseer ningún helicóptero y tampoco haber usado nunca uno en Idaho. Los únicos helicópteros verdes y negros militares conocidos y usados en Idaho son pilotados por la Guardia Nacional. Helicópteros negros sin luces de posición son utilizados por la FAA y también con regularidad por la DEA. Además, la mayor parte de helicópteros del Ejército estadounidense (como el Black Hawk) suelen ser pintados de verde oscuro y con camuflaje.
El parapsicólogo John Keel ha argumentado que los helicópteros misteriosos (no siempre de color negro) tienen un origen similar a los ovnis: acontecimientos organizados por una entidad inteligente no humana para propagarse y reforzar ciertos sistemas de creencia erróneos para la humanidad.
Los helicópteros negros también han sido descubiertos en áreas donde la mutilación de ganado era constante. La teoría de los helicópteros negros se basa en la creencia de que un nuevo ejército y poder mundial secreto podría invadir los Estados Unidos.

## Posibles explicaciones
Las siguientes explicaciones han sido proporcionadas por varias organizaciones y expertos, incluyendo agencias de gobierno, en cuanto a los presuntos helicópteros negros:
- Al menos algunas observaciones de helicópteros negros con mucha probabilidad han sido helicópteros realizando misiones. Los militares estadounidenses de hecho manejan helicópteros pintados de negro o en colores oscuros, en particular el Pave Low, que es optimizado para la inserción sigilosa de largo alcance y la extracción de personal, incluyendo búsqueda y rescate en combate.

- Los helicópteros negros realmente existen. Algunos de ellos son utilizados por unidades de la Guardia Nacional y del Ejército, y son en realidad negros. El Departamento de Seguridad Nacional de los Estados Unidos maneja al menos un UH-60 Black Hawk de color negro y oro.

- Con regularidad el Ejército estadounidense realiza varias misiones de reconocimiento y operacionales en el espacio aéreo nacional. Algunos de estos ejercicios han ocurrido en áreas densamente pobladas, incluyendo Los Ángeles, Detroit, San Francisco, Oakland y Washington D. C.. La mayoría de las misiones operacionales son de vigilancia localizadas en el sudoeste y fuera de Florida. Ellos con el amplio uso de GPS y dispositivos de visión nocturna, así como otro medios secretos, son capaces de volar en condiciones de visibilidad cero sin luces de posición. La práctica frecuente es necesaria para conservar la habilidad de vuelo.

- Muchos contratistas de defensa y fabricantes de helicópteros también realizan pruebas de vuelo y de componentes en público, o vuelan sus helicópteros a la vista en pistas de prueba y aeródromos privados para entrenamiento o exhibiciones de vuelo. De vez en cuando, algunos de estos helicópteros serán fabricados para clientes militares y estarán pintados en negro o en colores oscuros.

### En español
- Proyectos Ovni "Documento"
- Misterios sobre Ocean City
- Un Misterioso helicóptero negro sobrevuela Cantabria

### En inglés
- The Truth About Black Helicopters
- Google Earth: the black helicopters have landed
- ZetaTalk: Black Helicopters
- "The Register" with up to date real photographic material of Black helicopters
- A black-helicopter site that features several conspiracy satires.
- Alex Jones Police State 2000
- Helispot photo collection: black helicopters

- Datos: Q4922342